# Man of the World (sång)
Man of the World är en sång skriven av Peter Green, inspelad och utgiven av musikgruppen Fleetwood Mac 1969. Det var gruppens första singel för skivbolaget Immediate Records, men också den enda då bolaget gick i konkurs kort därefter. Den medtogs inte på något studioalbum, men finns med på flera samlingsalbum med gruppen.
Mick Fleetwood sade om låten efter Peter Greens död att den handlade om Green själv och hans mentala ohälsa. "Det var en profetisk sång. [...] När han skrev de där låtarna var vi inte medvetna om hur han mådde inombords. Men lyssnar du på texten är det mycket uppenbart vad som pågick".

## Listplaceringar
| Lista (1969)   | Position          |
| -------------- | ----------------- |
| Finland        | 25                |
| Irland         | 5                 |
| Nederländerna  | 13                |
| Norge          | 4 (VG-lista)      |
| Nya Zeeland    | 14 (NZ Listner)   |
| Storbritannien | 2                 |
| Sverige        | 17 (Kvällstoppen) |
| Västtyskland   | 23                |